# Distretto di Aqköl
Il distretto di Aqköl (in kazako: Ақкөл ауданы) è un distretto (audan) del Kazakistan con  capoluogo Aqköl.